# Taing
Der Taing, oder das Tehng, war ein Längenmaß und die Meile in Rangun, einer Stadt im heutigen Myanmar.
- 1 Taing = 1.000 Tas = 7.000 Taongs = 3,39592 Kilometer
- 1 Taong/Elle = 0,48513 Meter
- 1 Tagesreise = 10 Taing[2]
- 1 Taing = 2 1/2 Kosas